# Le Baptême du Christ (Le Pérugin, Città della Pieve)
Pour les articles homonymes, voir Le Baptême du Christ.
Ne doit pas être confondu avec Le Baptême du Christ (Le Pérugin, Vatican).

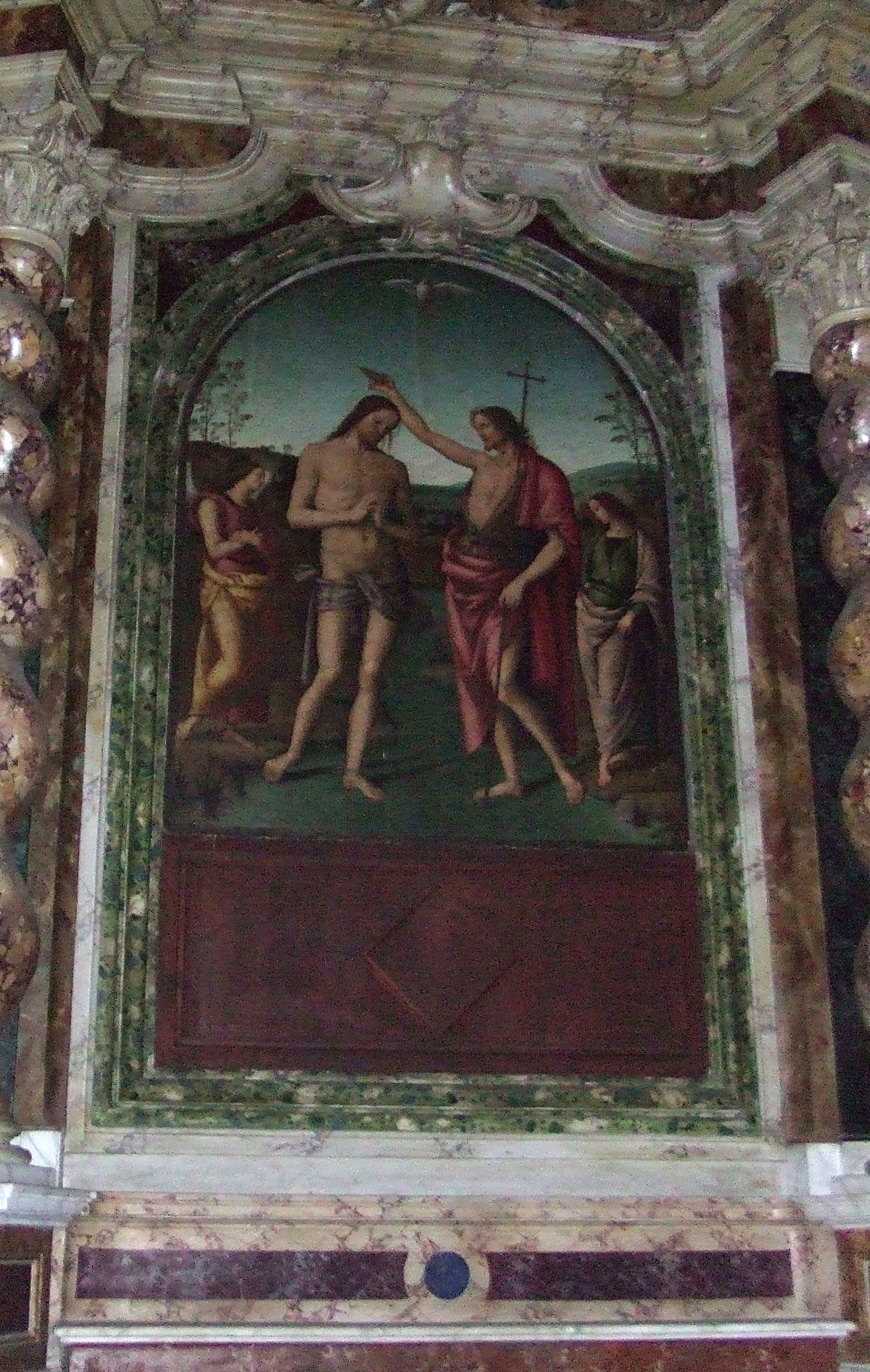
Le tableau in situ

Le Baptême du Christ (en italien : Battesimo di Cristo) est une peinture  religieuse du Pérugin, datant de 1510 environ, située dans la cathédrale dei Santi Gervasio e Protasio, le Duomo   de Città della Pieve.

## Histoire
Le Pérugin a réalisé ce tableau pour la chapelle San Giovanni Battista de la cathédrale au cours des années 1510.
Le tableau a été restauré pour la première fois en 1821 par Colarieti Tosti, ensuite en 1962 par Giovanni Mancini, et enfin en 2010.
L'œuvre n'a pas été pas conservée dans les conditions optimales et l'humidité ambiante et les écarts thermiques accélérèrent l’inexorable processus de détérioration en provoquant la fissuration dans le sens des fibres du bois ayant comme conséquence le soulèvement et le décollement des couleurs.
Il est toujours visible dans la chapelle dédiée à saint Jean-Baptiste du duomo, encadré  de moulures baroques de marbres polychromes et accompagné, sur le mur droit, d'une copie de l'autoportrait du Pérugin.

## Thème
Le thème de l'œuvre est celui de l'iconographie de la peinture chrétienne, il rassemble Jean le baptiste et Jésus de Nazareth dans une de ses premières manifestations publiques, accompagné d'autres personnages, contemplant la scène ou participant comme nouveaux baptisés. Conformément au dogme, la scène est champêtre, l'eau du baptême est celle du Jourdain, le Saint-Esprit en colombe et Dieu le père depuis les cieux doivent assister à la cérémonie.

## Description
Jésus à gauche, debout et droit, les mains jointes, la tête baissée y reçoit l'eau du baptême versée par Jean situé à droite en contrapposto appuyé, tenant son bâton croisé. Ils sont accompagnés chacun d'un ange vers les bords du tableau. Au-dessus d'eux la colombe du Saint-Esprit étend ses ailes, les pattes posées sur un petit nuage. Leurs pieds sont baignés par les eaux du Jourdain qui serpente depuis le paysage du fond, jusqu'au bas du tableau vers le spectateur. Ce paysage est composé d'arbres stylisés sur les côtés qui courbent leurs branches dans le sens du haut cintré du tableau, et d'une ville placée dans le centre de la composition, entre les torses nus des protagonistes.
Le ciel d'un blanc éclatant à l'horizon, se  dégrade en montant vers le haut pour devenir sombre au niveau de la colombe.
La scène est éclairée depuis la  gauche comme en témoignent  les ombres seules des jambes des personnages au sol.
Les deux personnages sont auréolés d'une ellipse fine.
Des plantes détaillées sont visibles à gauche et à droite dans les coins bas du tableau.

## Analyse
La symétrie est partout présente dans la composition entre les deux protagonistes, les anges; les arbres, la ville au centre, les collines de part et d'autre.
Seul le fleuve sinue dans l'axe central du tableau.
La perspective n'est rendue que plan par plan, suivant leur éloignement par leur clarté.
Le visage de Dieu le père n'est pas représenté en contradiction avec le dogme de la sainte trinité.

## Sources
- Voir liens externes